# Kunova Teplica
Kunova Teplica (Hongaars: Kuntapolca) is een Slowaakse gemeente in de regio Košice, en maakt deel uit van het district Rožňava.
Kunova Teplica telt 668 inwoners.